# Géza Jeszenszky
Géza Jeszenszky, madžarski politik, učitelj in diplomat, * 10. november 1941, Budimpešta.
Med 23. majem 1990 in 15. julijem 1994 je bil minister za zunanje zadeve Madžarske.

## Odlikovanja in nagrade
Leta 1992 je prejel zlati častni znak svobode Republike Slovenije z naslednjo utemeljitvijo: »za zasluge in osebni prispevek pri vzpostavljanju, razvijanju in krepitvi mednarodnih odnosov Republike Slovenije.«.